# 아란 (축구 선수)
아란(중국어 간체자: 阿兰, 정체자: 阿蘭, 병음: Ā Lán, 한자음: 아란, 1989년 7월 13일~)은 브라질 출신 중화인민공화국의 축구 선수로 포지션은 공격수이다. 현재 중국 슈퍼리그의 칭다오 시하이안 FC와 중국 축구 국가대표팀에서 활동하고 있다. 브라질 포르투갈어 이름은 알랑 도글라스 보르지스 지 카르발류(브라질 포르투갈어: Alan Douglas Borges de Carvalho)였으며 2019년 중화인민공화국으로 귀화하고 이름을 중국어식 '아란'으로 개명했다.
2007년 론드리나 EC에서 프로 축구 선수 경력을 시작해 2008년 플루미넨시 FC로 이적했다. 2년 뒤 2010년 FC 레드불 잘츠부르크로 이적했고 2014-15년 UEFA 유로파리그에서 총 8득점을 기록하며 에버턴 FC의 로멜루 루카쿠와 함께 유로파리그 공동 득점왕에 올랐다. 2015년 레드불 잘츠부르크에서 광저우 에버그란데로 이적했고 광저우 에버그란데 소속으로 중국 슈퍼리그 2회 우승, 중국 FA컵 1회 우승, 중국 FA 슈퍼컵 3회 우승을 달성했다. 2022년 친정구단 플루미넨시로 이적했고 1년 뒤 상호 합의로 플루미넨시를 떠났다. 그는 2024년 칭다오 시하이안 FC로 이적했다.
아란은 2009년부터 2010년까지 브라질 U-20 축구 국가대표팀에서 활동하며 총 5경기에 출전해 1득점을 기록했다. 그는 레드불 잘츠부르크에서 활동할 당시 오스트리아 축구 국가대표팀에서 활동할 의사를 표명했으나 광저우 에버그란데로 이적하면서 오스트리아 장기 거주 조건을 충족하지 못해 오스트리아 귀화 및 대표팀 발탁 자격을 받지 못했다. 그는 2019년 브라질에서 중화인민공화국으로 귀화했고 2021년 5월 중국 축구 국가대표팀에 데뷔했다.